# Smyril Line

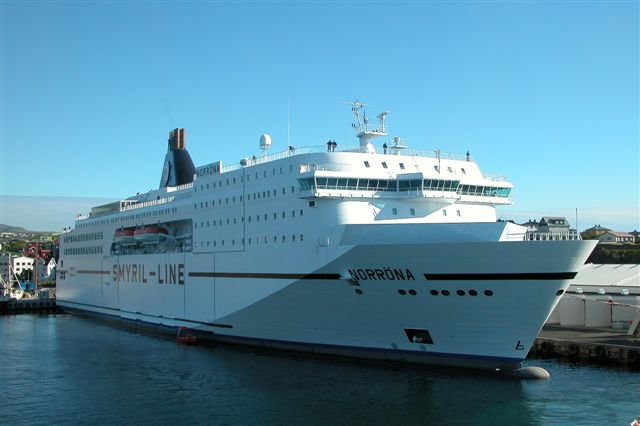
De nieuwe Norröna (2003)

Smyril Line is een Faeröerse rederij. Sinds 1983 vervoert de Smyril Line personen, auto's en goederen waarbij grote, luxe, moderne en multifunctionele veerboten worden ingezet. Het eerste schip dat in dienst van de Smyril Line voer was een in Zweden onder de naam Gustav Wasa gebouwde veerboot (gebouwd in 1973). Dit schip kwam in dienst met de naam Norröna. Dit schip werd in 2003 vervangen door een gloednieuwe veerboot met dezelfde naam. De nieuwe Norröna werd gebouwd in Lübeck, Duitsland.
De wekelijkse overtochten doen de volgende havens aan:
- Tórshavn, Faeröer
- Seyðisfjörður, IJsland
- Hirtshals, Denemarken

Tot 2008 werden ook de Shetlandeilanden en Noorwegen aangedaan, maar die diensten zijn opgeheven omdat zij verlieslatend waren. Daarvoor in de plaats is de frequentie tussen Tórshavn en Hirtshals in het hoogseizoen verhoogd naar twee afvaarten per week. Buiten het hoogseizoen één afvaart per week.
Smyril is het Faeröerse woord voor smelleken, een valkensoort.